# SURVIVAL MOMOLAND를 찾아서
《SURVIVAL MOMOLAND를 찾아서》는 Mnet에서 2016년 7월 22일부터 2016년 9월 16일까지 방송되었던 TV 프로그램이다. 최종 무대 관객 수가 3000명 이상일 경우 최종 생존자들에게는 데뷔 기회가 주어진다.

## 최종 결과
6명이 데뷔하기로 되어있었으나, 제인이 추가 합격되어 7명이 데뷔조가 되었다. 그러나, 최종 무대 관객 수는 2300명에 그쳐 데뷔가 연기되었고, 이후 2016년 11월 10일에 태하와 탈락한 멤버 데이지를 포함하여 9인조로 데뷔하게 된다.
| 순위      | 이름         | 본명                | 소속사                               | 소속그룹               |
| --------- | ------------ | ------------------- | ------------------------------------ | ---------------------- |
| 합격(1위) | 낸시         | Nancy Jewel McDonie | MLD, 前내가네트워크                  | 모모랜드, 前큐티파이스 |
| 합격      | 혜빈, 前체리 | 이혜빈              | MLD, 前B2M                           | 모모랜드               |
| 합격      | 나윤         | 김나윤              | MLD                                  | 모모랜드               |
| 합격      | 아인         | 이아인              | MLD                                  | 모모랜드               |
| 합격      | 연우         | 이다빈              | MLD, 前플레디스                      | 前모모랜드             |
| 합격      | 주이         | 이주원              | MLD                                  | 모모랜드               |
| 추가합격  | 제인         | 성지연              | MLD                                  | 모모랜드               |
| 탈락      | 데이지       | 유정안              | 前MLD, 前JYP                         | 前모모랜드             |
| 탈락      | 신시아       | 신은지              | 앤드마크, 前더그루브, 前Ateam, 前MLD |                        |
| 탈락      | 희유, 前희재 | 최희재              | 前차이코, 前MLD                      | 前믹스                 |